# Риус, Сиро
Си́ро Ри́ус (исп. Ciro Pablo Rius Argallo; род. 27 октября 1988 года, Рамальо, провинция Буэнос-Айрес) — аргентинский футболист, полузащитник клуба «Сентраль Кордова» (Сантьяго-дель-Эстеро).

## Биография
Сиро Риус начинал заниматься футболом в академии «Ривер Плейта», но затем перешёл в «Архентинос Хуниорс». В основном составе «красных жуков» дебютировал в 2009 году. В ходе своего первого турнира, Клаусуры 2009, сыграл в 11 матчах и отметился восемью забитыми голами. Он был игроком «Архентинос» до 2014 года, однако дважды отдавался в аренду — в «Годой-Крус» в 2013 году и в «Альдосиви» в сезоне 2013/14.
В 2014 году перешёл в «Дефенсу и Хустисию». В сезоне 2018/19 Риус помог своей команде занять второе место в чемпионате Аргентины. Дважды, в сезоне 2016/17 и в сезоне 2019/20, отдавался в аренду — сначала в «Ланус», а затем в «Росарио Сентраль». Вместе с «Дефенсой» выиграл Южноамериканский кубок 2020. Риус сыграл в восьми матчах турнира, однако в финале на поле не появился.

## Титулы и достижения
- Чемпион Аргентины (1): Клаусура 2010
- Вице-чемпион Аргентины (1): 2018/19
- Обладатель Южноамериканского кубка (1): 2020